# Чик, Ференц
Ференц Чик (венг. Csik Ferenc), при рождении Ференц Ленгвари (венг. Lengvári Ferenc; 12 декабря 1913 — 29 марта 1945) — венгерский пловец, олимпийский чемпион и чемпион Европы.

## Биография
Ференц Ленгвари родился в 1913 году в Капошваре. Его отец погиб в Сербии во время Первой мировой войны, и мальчика усыновил его дядя по матери Ласло Чик, давший ему свою фамилию.
В 1930 году Ференц Чик приехал в Будапешт, чтобы учиться на врача, и стал участвовать в соревнованиях по плаванию, быстро став звездой. С 1933 по 1939 годы он завоевал 18 золотых медалей первенства Венгрии, в 1933 — серебряную и бронзовую медали Универсиады, в 1934 году завоевал две золотых медали чемпионата Европы, в 1935 — три золотых медали Универсиады. В 1936 году на Олимпийских играх в Берлине Ференц Чик стал обладателем золотой медали в плавании на 100 м вольным стилем, и бронзовой — в эстафете 4×200 м вольным стилем. В 1937 году он завоевал 4 золотых медали Универсиады.
В октябре 1944 года Ференц Чик был призван на военную службу и стал военным врачом. 29 марта 1945 года погиб во время воздушной бомбардировки, и был похоронен в общей могиле; в 1947 году его останки были эксгумированы и перезахоронены в Кестхейе.